# Cocolapan
Cocolapan (deutsch in etwa für „Über dem wirbelnden Wasser“; eine Anspielung auf den in unmittelbarer Nähe fließenden Río Blanco) ist der Name eines historischen Barrios im Süden der mexikanischen Stadt Orizaba im Bundesstaat Veracruz. Überregional bekannt wurde der Name des 1569 gegründeten Viertels durch die dort errichtete Textilfabrik, die gemäß ihrem Standort als Cocolapan-Fabrik (spanisch Fábrica de Cocolapan) namhaft war.

## Geschichte der Textilfabrik

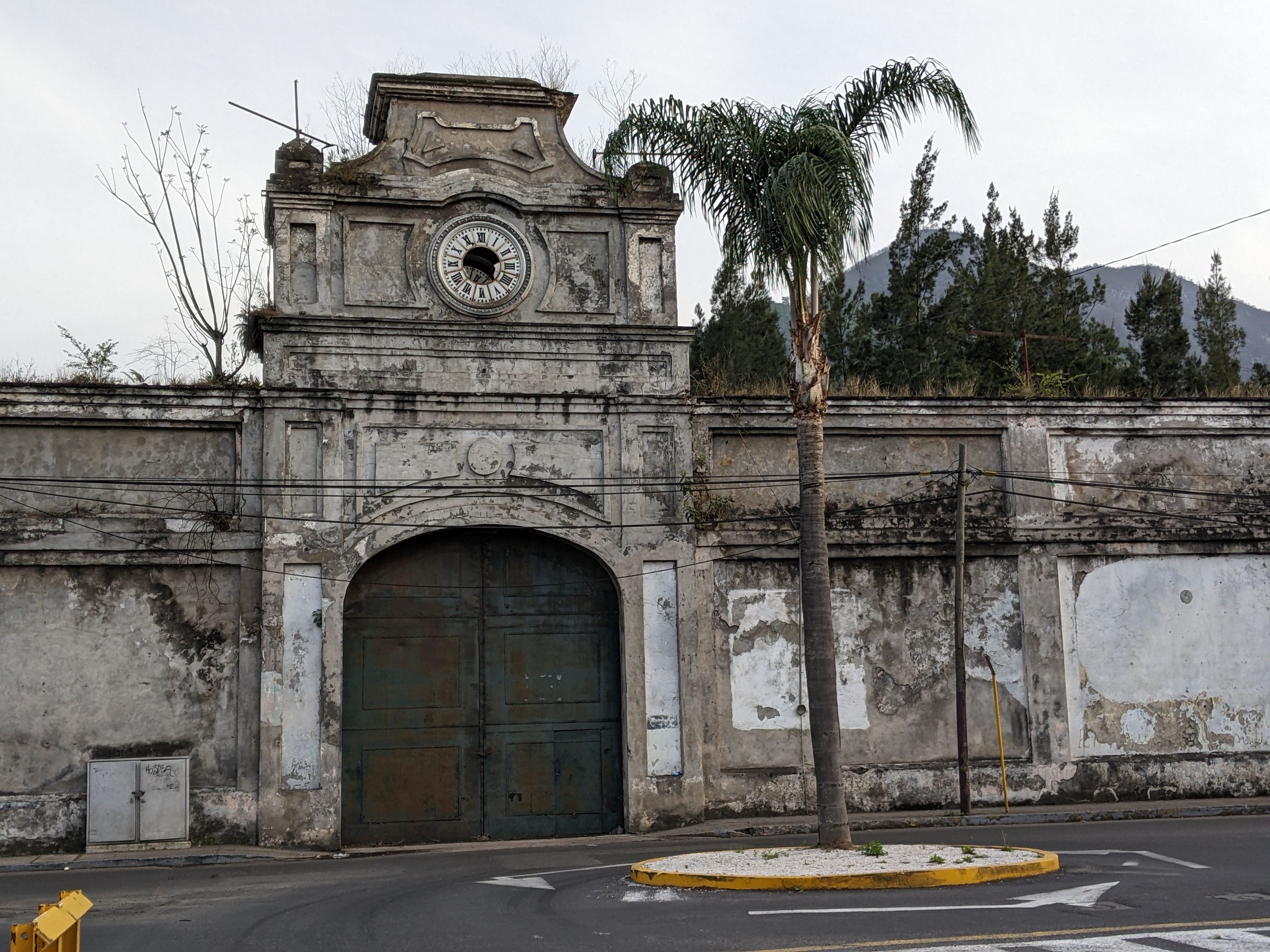
Eingang zur ehemaligen Cocolapan-Fabrik

Die Cocolapan-Fabrik, von einigen Quellen auch als Cocolapam-Fabrik bezeichnet, wurde 1836 von Lucas Alamán gegründet.
Es war die erste von bald mehreren Textilfabriken in Orizaba und sie legte somit den Grundstein zum „Manchester Mexicana“, wie die prosperierende mexikanische Industriestadt bald genannt wurde. Der Bau der Fabrik begann am 3. März 1837 mit Unterstützung des Bürgermeisters von Orizaba, Manuel Martín de la Llave, dem Vater des Generals Ignacio de la Llave. 1850 erwarben die Brüder Manuel und Antonio Escandón die Fabrik und sorgten auch für die baldige Eisenbahnanbindung der Stadt. Später wurde die Cocolapan-Fabrik in die CIDOSA integriert.
Mit dem Niedergang der dortigen Textilindustrie setzte auch ein zunehmender Verfall der ehemaligen Fabrikanlage ein. Obwohl es Bestrebungen gab, die Anlage für die Nachwelt zu erhalten, wurde das Anwesen 2010 an den Geschäftsmann Fidel Kuri Grajales verkauft, der auf dem Gelände die alten Fabrikanlagen abreißen ließ um ein, allerdings nie realisiertes, neues Fußballstadion zu errichten.

## Fußballplatz
Nach Gründung der A.D.O. im Jahr 1916 spielte deren Fußballmannschaft anfangs auf dem Fußballplatz der Santa Gertrudis Fábrica de Yute, auf dem schon der historische Orizaba Athletic Club seine Heimspiele ausgetragen hatte. Doch schon bald bezog der neu gegründete Verein seine neue Heimspielstätte auf dem Gelände der Textilfabrik „Cocolapan“, dessen Rasen seinerzeit als exzellent galt.